# Oleria romani
Oleria romani är en fjärilsart som beskrevs av Aurivillius 1929. Oleria romani ingår i släktet Oleria och familjen praktfjärilar. Inga underarter finns listade i Catalogue of Life.